# Theliopsyche
Theliopsyche är ett släkte av nattsländor. Theliopsyche ingår i familjen kantrörsnattsländor.
Kladogram enligt Catalogue of Life:
| Theliopsyche | \| \| Theliopsyche corona \| \| \| \| \| \| Theliopsyche epilone \| \| \| \| \| \| Theliopsyche grisea \| \| \| \| \| \| Theliopsyche melas \| \| \| \| \| \| Theliopsyche parva \| \| \| \| \| \| Theliopsyche tallapoosa \| \| \| \| |
|              | \| \| Theliopsyche corona \| \| \| \| \| \| Theliopsyche epilone \| \| \| \| \| \| Theliopsyche grisea \| \| \| \| \| \| Theliopsyche melas \| \| \| \| \| \| Theliopsyche parva \| \| \| \| \| \| Theliopsyche tallapoosa \| \| \| \| |
|              | Theliopsyche corona |
|              | |
|              | Theliopsyche epilone |
|              | |
|              | Theliopsyche grisea |
|              | |
|              | Theliopsyche melas |
|              | |
|              | Theliopsyche parva |
|              | |
|              | Theliopsyche tallapoosa |
|              | |